# Bezzia saileri
Bezzia saileri är en tvåvingeart som beskrevs av Wirth 1983. Bezzia saileri ingår i släktet Bezzia och familjen svidknott.
Artens utbredningsområde är Alaska. Inga underarter finns listade i Catalogue of Life.